# Rijmschema
Het rijmschema is de schematische weergave van de eindrijmen in een gedicht.
Men noemt de eerste rijmklank a, de tweede b enz. Men komt zo tot de volgende rijmschema's:
- a a a a    = slagrijm
- a a b b c c  = gepaard rijm
- a b a b       = gekruist rijm
- a b b a       = omarmend rijm
- a b c a b c  = verspringend rijm

## Gebroken rijm
Bij het gebroken rijm doorbreekt een nieuwe rijmklank, in de voorbeelden c, de verwachte harmonie.
- a b c b
- a a c a
- a b a c

## Alternerend rijm
Alternerend rijm (of alternantie of wisselend rijm) is een schema waarbij om en om mannelijk en vrouwelijk rijm wordt gebruikt.
Ook het gekruist rijm wordt wel alternerend genoemd.
Dit geeft men aan door de staande verzen aan te duiden met hoofdletters, en de slepende met kleine letters.
Het rijmschema van Vondels sonnet Wat wijsheyt Latium en Griecken hield besloten (1626) wordt dan:
a B B a a B B a C C d E E d
En dat van zijn sonnet De diamante knoop van 't maghtigh Roomsch verbond (1631)
A b b A A b b A c c D e e D

## Andere schema's
Sommige dichtvormen hebben een vast rijmschema:
- a a b a = oosters of Perzisch kwatrijn
- a a b b a = limerick
- a b a a b = kwintijn
- a b b a - a b b a - c d c - d c d = sonnet (de laatste twee strofen variëren)
- a a b - a a b - a a b - a a b - b = clausule
- a a b  c c b = tussenrijm (gepaard rijmende verzen die onderbroken worden door een rijmvragende regel die pas na het volgende paar een rijmgever krijgt)

Bij terzines worden wel de volgende schema's gebruikt:
- a b a - b c b - c d c - d e d = schakelrijm
- a b c - a b c - d e f - d e f = verspringend rijm

## Binnenrijm enz.
Soms wordt om voor-, midden- en binnenrijm aan te geven gebruikgemaakt van een letter tussen haakjes:
- (a) b (a) b = voor- of middenrijm en eindrijm
- (a) (a) b = binnenrijm
- a (a) b = overloop- of kettingrijm

## Rijmdwang
Rijmdwang is de term voor die gevallen van rijm waarin men kan horen of voelen dat de dichter geen passend rijm, maar een geforceerd rijm heeft toegepast om zich aan het schema te houden.
Soms is het onderscheid tussen rijmdwang en een dichterlijke vondst moeilijk te maken ("´t Is altijd lente, in de ogen van de tandartsassistente")